# Zaręba (stacja kolejowa)
Zaręba – stacja kolejowa w Zarębie, w powiecie lubańskim; w województwie dolnośląskim, w Polsce. Posiada bezpośrednie połączenia do Wrocławia, Jeleniej Góry, Zielonej Góry, Węglińca oraz Lubania Śląskiego.

## Ruch pasażerski
| Rok  | Wymiana pasażerska na dobę |
| ---- | -------------------------- |
| 2017 | 20-49                      |
| 2022 | 20-49                      |